# Aeroportul Henry County
Aeroportul Henry County (IATA: PHT, ICAO: KPHT, FAA LID: PHT) este un aeroport din Tennessee, Statele Unite ale Americii ce deservește zona Paris⁠(d).
Situat la o altitudine de 177 m, aeroportul dispune de 1 pistă.

## Infrastructură

### Piste
Aeroportul dispune de o singură pistă. Pista 2/20 are suprafața de asfalt și dimensiunile 5.001 picioare × 100 picioare. 